# Gai Curci (amic de Ciceró)
Gai Curti (en llatí: Caius Curtius) va ser un cavaller romà de rang senatorial que va viure al segle i aC. Formava part de la gens Cúrtia, una antiga gens romana d'origen patrici. Era fill d'un cavaller de nom Curti executat per motius polítics. Gai Curti es va haver d'exiliar en temps de Sul·la i li van confiscar la seva propietat.
Més tard se li va permetre de tornar per mediació de Ciceró, del que era amic des de la seva joventut. L'any 45 aC Juli Cèsar el va fer senador. Quan aquell mateix any Cèsar va donar terres a Itàlia als seus veterans, Curti, que havia comprat algunes terres a Volaterrae es va veure amenaçat de perdre la seva propietat per segon cop i va demanar la intercessió de Ciceró que va escriure a Quint Valeri Orca, el legat de Cèsar encarregat de la distribució de terres, per obtenir que la propietat de Curti no fos entregada als soldats, única manera que tenia de conservar la seva dignitat de senador.